# Franklin (Tennessee)
Franklin è una città degli Stati Uniti d'America, capoluogo della contea di Williamson, nello Stato del Tennessee.
Nel 2004 nacquero in città i Paramore, gruppo musicale americano fondato da Hayley Williams, i fratelli Josh e Zac Farro e Jeremy Davis. È nota anche per essere il luogo di nascita di Miley Cyrus.
Nel 1864, nelle vicinanze della città fu combattuta l'omonima battaglia, dove le truppe confederate subirono una delle loro peggiori sconfitte.